# 武内義雄
武内 義雄（たけうち よしお、1886年（明治19年）6月9日 - 1966年（昭和41年）6月3日）は、日本の東洋学者・中国哲学研究者。字は「誼卿」、「述庵」。東北帝国大学名誉教授。戦後の皇太子明仁親王に倫理（修身）を教えた。

## 経歴
出生から中国留学まで
1886年、三重県内部村小古曽（現四日市市）に真宗高田派の学僧・武内義淵の子として生まれた。第三高等学校で学び、京都帝国大学文科大学（現在の京大文学部）に入学。狩野直喜による「清朝学術沿革史」講義に深い感銘を受け、在学中はその指導を受けた。1910年、京大文科・支那哲学史講座を卒業。
卒業後は一度帰郷するが、勉学の志のため大阪に出て、大阪府立図書館に勤務。西村天囚と知り合い、漢文愛好者による修練会「景会」に加わった。景会には石濱純太郎など関西圏の様々な人物が集まっており、交遊を持つことになった。同じころ、懐徳堂講師となった。1919年春、懐徳堂より中国に派遣され、北京に留学。1921年初めに帰国するまで、北京で同時代の最新の研究に触れると同時に、臨淄など戦国時代に残る遺跡など華北各地を旅行した。
帰国後、東北帝国大学時代
1921年に帰国し、懐徳堂で勤務。同時に、大阪高等学校や龍谷大学でも講義を持った。1923年、東北帝国大学に法文学部が新設されると、教授として仙台に赴任し、支那学第一講座(中国哲学)を開設した。1928年、京都帝国大学に博士論文『老子原始』を提出して文学博士号を取得。1942年には帝国学士院会員に選出された。大学では、1946年に退官するまで、学部長や図書館長などをの役職も務めた。
東北大退官後は名誉教授となった。また、東宮職御用掛をつとめ、皇太子明仁親王に倫理(修身)を講じた。また、名古屋大学文学部講師などでも教鞭をとった。1966年に逝去。享年80。

## 受賞・栄典
- 1960年：文化功労者として表彰。

## 業績
清代考証学（特に王引之）の影響を受けた「訓詁学」、および「校勘学」「目録学」、富永仲基・内藤湖南の「加上の説」を踏まえた疑古的文献批判などを併せ、中国古代思想史研究の方法を確立、特に『論語』『老子』研究の権威となった。
同窓の京都帝大教授小島祐馬が思想の背景にある社会経済史を重視し、社会思想史的な中国学を志向したのに対し、武内の方法はあくまで緻密な文献学批判を重んじるオーソドックスなものだった。
『支那思想史』
『支那思想史』（戦後『中国思想史』と改題）は最もよく知られ、武内の思想史研究のエッセンスを盛り込んだハンディかつ高水準の概説書として、現在でも改訂再刊され広く読まれている。本書は、従来の個別の思想書の体系を列伝式に記述した「中国思想史」と異なり、思想そのものの発展プロセスを明らかにしようとした点、また儒教中心に片寄っていた従来の著作に対して仏教・道教にも光をあてた（特に宋学に対する仏・道二教の影響を明らかにした）点で、画期的であると評価されている。

## 家族・親族
- 子：武内義範は浄土真宗の学僧で、仏教学者。

## 主な著作
- 『老子原始 付諸子考略』弘文堂 1926年
- 『支那思想史』岩波全書 1936年
  - 改版改題『中国思想史』岩波全書 1957年、新版 2005年
  - 改訂新版『中国思想史』講談社学術文庫 2022年[9]
    - 中国語訳『中国思想史』汪馥泉訳、夏川校、崇文書局(崇文学術訳叢) 2023年
- 『儒教の精神』岩波新書 1939年、単行版 1982年
- 『論語の研究』岩波書店 1939年、復刊 1972年

著作集
- 『武内義雄全集』全10巻、角川書店、1977-1979年

1. 論語篇
2. 儒教篇一
3. 儒教篇二
4. 儒教篇三
5. 老子篇
6. 諸子篇一
7. 諸子篇二
8. 思想史篇一
9. 思想史篇二
10. 雑著篇

### 訳注書
- 『論語』 岩波文庫 1933年 - 各・文庫は旧注解版
  - 新版 筑摩叢書 1963年
- 『老子』 岩波文庫 1943年、復刊 1988年
- 『孝経・曾子』坂本良太郎と共訳、岩波文庫 1940年、復刊 1988年、1997年

## 武内義雄に関する参考文献
- 「武内義雄博士略歴及著作目録」『文化』20-6, 東北大学文学会, 1956年.
- 金谷治「武内義雄」『東洋学の系譜』江上波夫編、大修館書店、1992年。ISBN 4469230871。
- 「誼卿	武内義雄先生の學問」金谷治『懐徳』37号, 73-84頁.[10]
- 『東方学回想 Ⅳ　先学を語る〈3〉』刀水書房、2000年、ISBN 4887082495（座談会での関係者達の回想・附略歴、初出1979年）
- 東北大学関係写真データベース(武内義雄)
- 書簡(東北大学史料館)